# Ravensburg State Park
Der Ravensburg State Park ist einer unter insgesamt 120 State Parks in Pennsylvania, vergleichbar einem Landschaftsschutzgebiet. Er liegt auf dem Gebiet von Crawford im Clinton County. Der Name wird von den Raben (englisch: Raven) hergeleitet, die in einem Felsgebiet im Süden des Parks genistet haben sollen und auch heute noch im Park-Gebiet zu beobachten sind.
Es gibt in der Nähe keinen Ort namens Ravensburg, die nächstgelegene Siedlung heißt Rauchtown; der Park selbst liegt im Tal des Rauchtown Run, eines kleinen Wildwasser-Flusses. Die nächste Stadt ist Williamsport.